# Rino Nakasone
Rino Nakasone-Razalan (Okinawa, Japão, 11 de junho de 1979) é uma dançarina e coreógrafa japonesa radicada nos Estados Unidos. Também é conhecida como Rinokinawa ou Music.
Participou dos grupo  de dança Beat Freaks. Este, fez uma aparição no clipe da música Somebody To Love, do cantor Justin Bieber.[carece de fontes?] Também no grupo, participou do reality show de dança americano America's Best Dane Crew. Junto a outras 3 nipo-americanas, Maya Chino ("Love"), Jenifer Kita ("Angel") e Mayuko Kitayama ("Baby"), Rino, sob o apelido Music, foi parte do grupo Harajuku Girls.  O grupo apareceu nos vídeos e nas apresentações públicas da cantora americana Gwen Stefani. O nome do faz referência ao bairro de Harajuku, localizado em Tóquio, Japão, enquanto o das integrantes faz referência ao álbum da cantora, Love. Angel. Music. Baby.. Nakasone, junto à Maryss From Paris (Marie), também é parte de THE GEMINIZ, uma dupla de coreógrafas/dançarinas/cantoras.

## Coreógrafa para SM Entertainment
Rino também é conhecida por trabalhar com agência sul-coreana SM Entertainment, como coreógrafa de seus artistas. Seus trabalhos incluem:
- SHINee
- Replay
- Love Like Oxygen
  - Juliette
  - Lucifer (com Sim Jaewon)
  - Hello
  - Seesaw
  - Your Number
  - Get the treasure
- Girls' Generation
  - Tell Me Your Wish (Genie) (com Shim Jae-won)[4]
  - Oh![4]
  - Hoot
  - Mr. Taxi (com Shim Jae-won)
  - The Boys
  - Paparazzi
  - I Got a Boy (com NappyTabs and Jillian Meyers)[8]
  - Beep Beep
  - Love & Girls
  - Boomerang
  - Galaxy Supernova
  - Bump It
  - Sign
  - All Night ( com Fuko e Shuhei Meguri)
- Super Junior
  - No Other (com Maryss from Paris)

- BoA
  - Dangerous
  - Copy and Paste

- Kangta
  - Love Frequency (com Maryss From Paris e outros)

- f(x)
  - Chu (com Hwang Sang-hoon)
  - Nu ABO (com Maryss from Paris)
  - Gangsta Boy
  - Hot Summer

- TVXQ
  - Maximum
  - Keep Your Head Down (com Sim Jaewon)

- Red Velvet
- Rookie (com Ryu So-hee)[2]